# Ledian Memushaj
Ledian Memushaj (Vlora, 1986. december 7. –) albán válogatott labdarúgó, a Pescara játékosa.
Az albán válogatott tagjaként részt vett a 2016-os Európa-bajnokságon.